# 布阿夫勒 (厄尔省)
布阿夫勒（法語：Bouafles，法語發音：[bwafl]）是法国厄尔省的一个市镇，属于莱桑德利区。

## 地理
布阿夫勒（49°12'39"N, 1°23'3"E）面积12.61 平方千米，位于法国诺曼底大区厄尔省，该省份为法国北部内陆省份，北起滨海塞纳省，西接奧恩省和卡爾瓦多斯省，南至厄尔-卢瓦省，东临瓦兹省、瓦兹河谷省和伊夫林省。
与布阿夫勒接壤的市镇（或旧市镇、城区）包括：莱桑德利、塞纳河畔库尔塞勒、埃讷济、莫尔港、韦济永、维莱叙勒鲁勒。

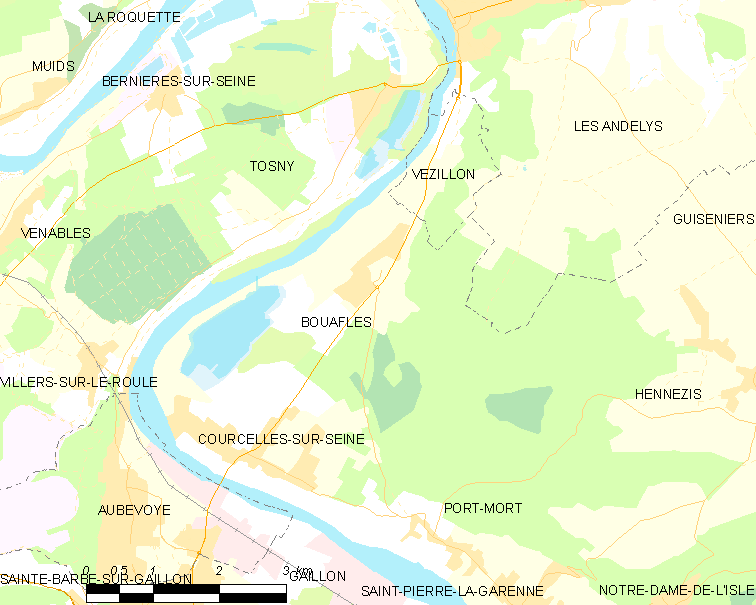
的OSM定位图

布阿夫勒的时区为UTC+01:00、UTC+02:00（夏令时）。

## 行政
布阿夫勒的邮政编码为27700，INSEE市镇编码为27097。

## 政治
布阿夫勒所属的省级选区为莱桑德利县。

## 人口

1962-2008年间人口变化图示

布阿夫勒于2022年1月1日时的人口数量为647人。